# Constantine Louloudis

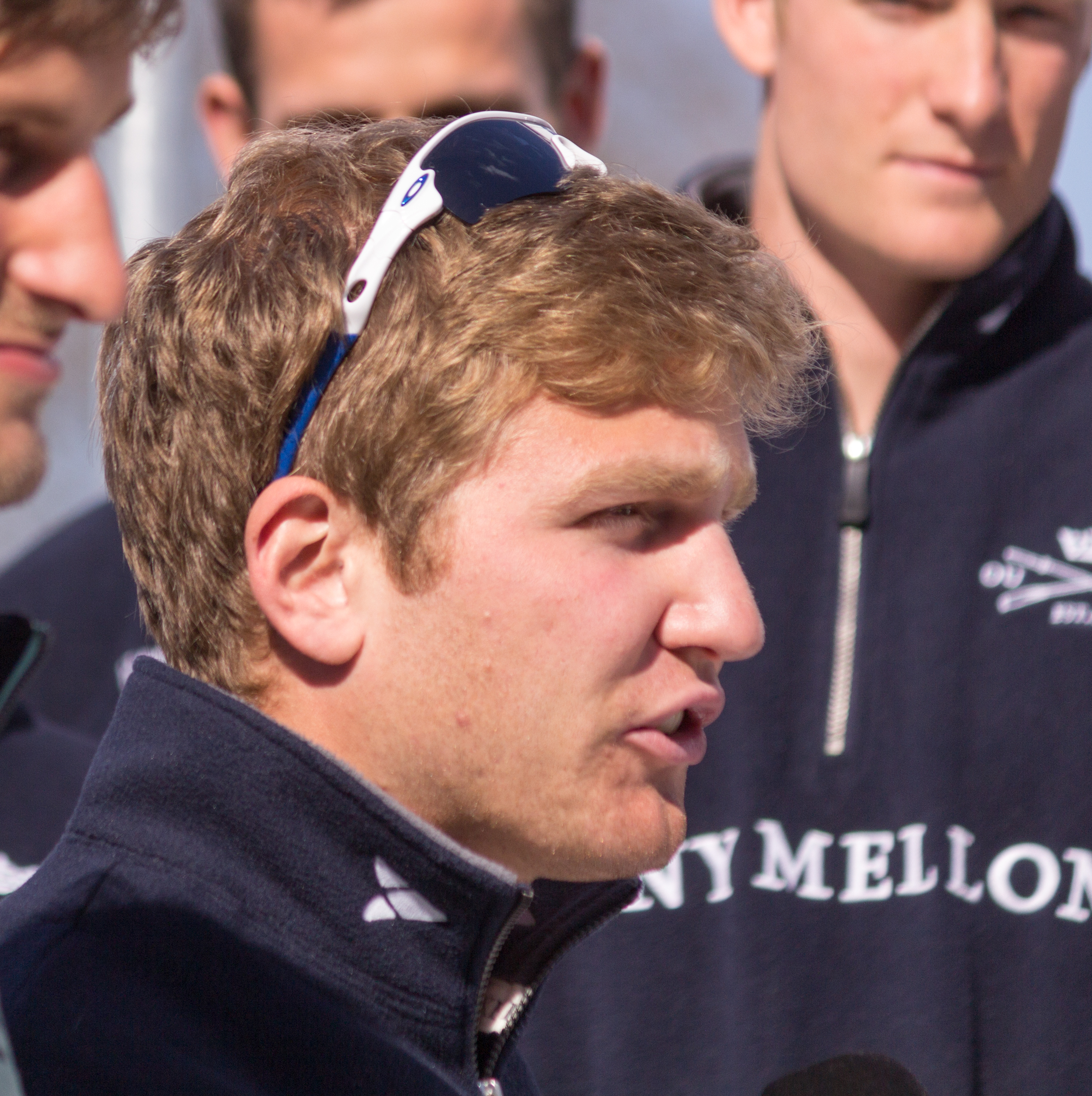
Louloudis beim Boat Race 2015

Constantine Michael Louloudis, MBE (* 15. September 1991 in London) ist ein ehemaliger britischer Ruderer. Louloudis wurde 2014 Weltmeister mit dem britischen Achter.
Louloudis begann 2007 am Eton College mit dem Rudersport. Bei den Junioren-Weltmeisterschaften 2009 gewann er den Titel im Vierer ohne Steuermann. 2010 erkämpfte er mit dem Vierer Silber bei den U23-Weltmeisterschaften. 2011 trat Louloudis mit George Nash im Zweier ohne Steuermann an und siegte in dieser Bootsklasse bei den U23-Weltmeisterschaften. 2012 gehörte Louloudis zum britischen Achter, der die Bronzemedaille bei der Olympiaregatta in Eton gewann.
Nachdem Louloudis wegen der Olympischen Spiele 2012 im Studium pausiert hatte, setzte er 2013 mit dem internationalen Rudersport aus. 2014 kehrte er als Schlagmann des britischen Achters zurück und gewann die Goldmedaille bei den Ruder-Weltmeisterschaften 2014 in Amsterdam. 2015 rückte Louloudis erst bei der dritten Weltcup-Regatta wieder in den Achter, bei den Weltmeisterschaften 2015 gewann der britische Achter wie in den Vorjahren den Titel. Bei den Europameisterschaften 2016 traten mit Alex Gregory, Mohamed Sbihi, George Nash und Constantine Louloudis vier Ruderer aus dem Weltmeister-Achter von 2015 im Vierer ohne Steuermann an und gewannen den Titel. In der gleichen Besetzung siegte der britische Vierer auch bei den Olympischen Spielen 2016.
Louloudis ist Sohn eines griechischen Vaters und einer englischen Mutter. Nach dem Schulbesuch in Eton wechselte er ans Trinity College der Universität Oxford, wo er Klassik studierte. 2011, 2013, 2014 und 2015 saß er für Oxford im siegreichen Achter beim Boat Race.